# Paulo Autuori
Paulo César Autuori de Mello (ur. 25 sierpnia 1956 w Rio de Janeiro), brazylijski trener piłkarski.

## Kariera trenerska
Pracę szkoleniową zaczynał pod koniec lat 80. w Portugalii; w tym czasie wywalczył pierwszy w historii klubu awans do pierwszej ligi z Nacional de Madeira, a z Maritimo Funchal dotarł do finału Pucharu kraju w 1994 roku. Od 1995 roku prowadzi najczęściej zespoły z Brazylii. Dwukrotnie zdobył Copa Libertadores, w 1997 roku z Cruzeiro EC i osiem lat później z São Paulo FC. W latach 2001–2005 przebywał w Peru, gdzie przez trzy lata był selekcjonerem tamtejszej drużyny narodowej. Od grudnia 2006 do maja 2007 roku po raz trzeci w karierze był trenerem Cruzeiro EC. Jego nazwisko wymieniane było wśród głównych kandydatów do przejęcia od Carlosa Alberto Parreiry sterów reprezentacji Brazylii.

## Sukcesy szkoleniowe
- awans do I ligi w sezonie 1987–1988 z Madeirą
- finał Pucharu Portugalii 1994 z Maritimo
- mistrzostwo Brazylii 1995 z Botafogo
- Copa Libertadores 1997 oraz Campeonato Mineiro 1997 z Cruzeiro
- mistrzostwo Peru 2002 oraz Torneo Clausura 2002 ze Sportingiem Cristal
- Copa Libertadores 2005 oraz klubowe mistrzostwo świata 2005 z São Paulo
- ćwierćfinał Copa América 2004 z reprezentacją Peru
- Trener roku 1995 w Brazylii